# Huan (dinastija Han)
Cesar Huan (kitajsko: 漢桓帝; pinjin: Hàn Huán Dì)  je bil 27. cesar iz dinastije Han, * 132, † 25. januar 168.
Ustoličila sta ga cesarica vdova in njen brat Ljang Dži 1. avgusta 146. Bil je pravnuk cesarja Džanga in 11. cesar dinastije Vzhodni Han. 
Potem ko je cesarja Džija julija 146 do smrti zastrupil vplivni uradnik Ljang Dži, je Ljang Dži prepričal svojo sestro, regentko cesarico vdovo Ljang, da za cesarja postavi 14-letnega Lju Džija, markiza Livuja in zaročenca njune sestre  Ljang Nijing. Po nekaj letih se je cesar Huan, užaljen zaradi avtokratskega in nasilnega Ljang Džijevega obnašanja, odločil s pomočjo evnuhov odstraniti družino Ljang. Septembra 159 mu je uspelo odstraniti Ljang Džija, vendar je to samo povečalo vpliv evnuhov na vse vidike vlade. Korupcija je v tem obdobju dosegla vrelišče. Leta 166 so proti vladi protestirali univerzitetni študenti in pozvali cesarja Huana, naj odstrani vse pokvarjene uradnike. Namesto da bi jim prisluhnil, je cesar Huan ukazal aretacijo vseh vpletenih študentov. Na cesarja Huana so večinoma gledali kot na cesarja s premalo modrosti pri vodenju svojega cesarstva. Njegova vladavina je močno prispevala k padcu vzhodne dinastije Han. 
Knjiga Kasnejšega Hana (Hov Hanšu) pripoveduje, da je cesar Huan leta 166 v prestolnici Luojang sprejel rimskega  odposlanca, ki ga je tja poslal morda cesar Mark Avrelij. 
Cesar Huan je umrl januarja 168, star 36 let. Vladal je več kot 21 let. Nasledil ga je cesar Ling.

## Družinsko ozadje in ustoličenje
Lju Dži je bil sin Lju Jija, markiza Livuja, in njegove priležnice Jan Ming. Lju Dži je bil torej pravnuk cesarja Džanga. 
Leta 146 je podedoval očetov naslov in bil zaročen z Ljang Nijing, mlajšo sestro regentke vdove cesarice Ljang Na in njenega nasilnega in pokvarjenega brata, velikega maršala Ljang Džija. Ljang Dži je zameril osemletnemu cesarju Džiju, ker ga je označil za "arogantnega generala", in je mladega cesarja zastrupil. Kandidat za njegovega naslednika je bil cesarjev bratranec Činghe, opisan kot resen in pošten človek. Ljang Dži ni nameraval prepustiti oblasti sposobnemu cesarju, zato je za cesarja izbral mladoletnega markiza Džija, ki je bil za povrh tudi zaročenec njegove sestre. Bil je prepričan, da ga bo zlahka obvladoval. Markiz Dži je bil še isto leto ustoličen kot cesar Huan. 

## Zgodnje vladanje
Po ustoličenju štirinajsletnega cesarja Huana je kot njegova regentka še naprej vladala cesarica Ljang. Vedno več oblasti je začel prevzemati njen brat Ljang Dži. Videti je bilo, da imajo Ljangi popolno oblast, vendar cesar Huan ni bil popolna marioneta. Pri odločanju se je zanašal na dvorne evnuhe, kar je bilo znamenje prihajajočih slabih časov. 
Leta 147 je Ljang Dži v navezi z evnuhoma Tang Hengom in Dzuo Guanom in jasnim soglasjem cesarja Huana lažno obtožil poštena uradnika Li Guja in Du Čjaa, da sta načrtovala  strmoglavljenje cesarja Huana in njegovo zamenjavo s princem Suanom. Li in Du sta bila usmrčena, princ Suan pa degradiran v markiza in je zatem storil samomor. 
Leta 150 je cesarica vdova Ljang oznanila, da se umika iz politike in vrača cesarsko oblast cesarju Huanu. Kasneje istega leta je umrla, Ljang Dži pa je brez sestre, ki bi omejevala njegovo moč, postal še močnejši kot prej. Postal je še bolj nasilen in pokvarjen in vsa nesoglasja zatrl z grožnjami s smrtjo. Svojega skromnega in miroljubnega brata Ljang Bujija je celo vrgel iz vlade. 
Leta 153 je prišlo do prvega večjega javnega spopada med državnim  uradnikom in močnim evnuhom, ki je napovedoval mnogo prihodnjih spopadov. Džu Mu, guverner province Dži v sedanjem osrednjem in severnem Hebeju, je ugotovil, da je bil oče mogočnega evnuha Džao Džonga pokopan v telovniku iz žada. Ker je bila takšna čast pridržana samo za cesarske prince, je guverner uvedel preiskavo. Evnuhovega očeta so ekshumirali in slekli telovnik, kar je razjezilo Džaoja in samega cesarja. Guvernerja so odstavili s položaja in ga obsodili na težko delo. 

## Državni udar proti Ljang Džiju
Z leti je cesar Huan postajal vse bolj nezadovoljen zaradi Ljang Džijevega nadzora vlade. Jezilo ga je tudi vedenje cesarice Ljang, ki je po zapravljivosti in razkošju daleč presegalo vse prejšnje cesarice. Bila je tudi izjemno ljubosumna. Ker ni imela sina, ga ni privoščila niti drugim in je iskala načine za umor nosečih soprog. Cesar Huan si zaradi Liang Džijeve moči ni upal ukrepati. Cesarice je leta 159 umrla, jezna in potrta, ker je izgubila moževo naklonjenost. 
Njena smrt je sprožila verigo dogodkov, ki so kasneje istega leta pripeljali do padca Ljang Džija. Ljang je, da bi še naprej nadziral cesarja Huana, posvojil lepo sestrično svoje žene, spremenil njen priimek v Ljang Mengni in jo dal za soprogo cesarju Huanu. Po smrti cesarice Ljang je upal, da bo sčasoma postala cesarica. Da bi jo popolnoma nadzoroval, ji je Ljang Dži zagrozil, da bo ukazal ubiti njeno mater, gospo Šuan. Proti njej je resnično poslal morilce, vendar jih je prestregel evnuh Juan Še.  
Gospa Šuan je o poskusu atentata poročala cesarju Huanu, ki je zelo jezen z evnuhi Tang Hengom, Dzuo Guanom, Šan Čaom, Šu Huangom in Džu Juanom naredil načrt za strmoglavljenje Ljang Džija. Ljang Dži je zaslutil, da ga nameravajo odstaviti, in je začel preiskavo. Zarotniki so hitro reagirali in mobilizirali dvorno stražo, ki je obkolila Ljangovo hišo. Ljang se ni predal in je skupaj z ženo Sun naredil samomor. Vse člane klanov Ljang in Sun so aretirali in ubili. Odstavljenih ali usmrčenih je bilo tudi veliko uradnikov, tesno povezanih z Ljangom. Premoženje Ljangov in Sunov je zaplenila cesarska zakladnica, kar je omogočilo znižanje davkov za 50 % za eno leto. Ljudje so na veliko proslavljali Ljang Džijevo smrt.

## Pozna vladavina: okrepitev oblasti evhuhov
Po Ljang Džijevi smrti je cesar Huan Ljang Mengni postavil za cesarico in njen priimek spremenil v njen pravi priimek Deng.  
Podložniki so veliko pričakovali od nove vlade. Cesar je pet evnuhov, ki so mu pomagali strmoglaviti Ljang Džija, nagradil z naslovi markizov in položaji v vladi, ki so jim dali ogromno moči. Evnuhi-markizi so odkrito sodelovali v množični korupciji in z odobritvijo cesarja Huana izjemno obogateli.   
Pokvarjen je bil tudi sam cesar in ni bil pripravljen sprejeti nobene kritike. Ko je pošten okrajni sodnik Li Jun leta 159 vložil peticijo, v kateri ga je pozval, naj omeji moč evnuhov, je bil cesar Huan globoko užaljen in kljub posredovanju številnih uradnikov in nekaj poštenih evnuhov ukazal usmrtiti Lija in njegovega prijatelja Du Džonga. 
Leta 161 je cesar Huan, očitno kot odziv na izdatke zaradi ponovnih Čjangovih in kmečkih uporov, izdal odlok, s katerim je v prodajo ponudil manjše državne službe, vključno s položaji častnikov cesarske garde. Ta praksa se je še bolj razširila in postala problematična pod naslednjim cesarjem Lingom. Medtem ko je cesar Huan še lahko našel kompetentne generale za zatiranje uporov ali prepričevanje upornikov, da se predajo, je divja korupcija povzročila nove upore, takoj ko so bili prejšnji zadušeni. 
Leta 165 je cesar Huan, morda dokončno sit ekscesov evnuhov, degradiral Džuja, edinega od prvotne peterice. Degradiral ali odstavil je tudi več drugih pokvarjenih evnuhov. Moč evnuhov se je kmalu spet okrepila. Sledil je niz njihovih vzponov in padcev. Evnuhi so se vedno vrnili, vedno močnejši kot prej. 
Kasneje istega leta, očitno utrujen od cesarice Deng in naveličan njenih sporov s svojo najljubšo soprogo Guo, je Huan cesarico odstavil in zaprl. Zaprta cesarica je v jezi umrla,  več članov njene družine pa je bilo usmrčenih. Cesar je za njeno naslednico nameraval imenovati drugo soprogo Tjan Šeng, vendar so mu to odsvetovali, ker je bila nizkega stanu. Cesar je na priporočilo in pritiske konfucijanskih učenjakov za cesarico postavil Dov Mjao, hčerko konfucijanskega učenjaka Tjan Šenga, ki je veliko prispeval k utrditvi Vzhodnega Hana. 
Leta 166 je izbruhnil velik javni spopad med študenti in evnuhi. Vzrok zanj je bila aretacija in usmrtitev vedeževalca Džang Čenga na ukaz guvernerja Šaanšija Li Jinga kljub temu, da je bila napovedana splošna pomilostitev. Peticijo za njegovo izpustitev je podpisalo dvesto študentov. Študente so na cesarjev ukaz aretirali in jih po enem letu osvobodili, vendar so jim odvzeli državljanske pravice. Incident je bil kasneje znan kot prva katastrofa partizanskih  prepovedi.  
Januarja 168 je cesar Huan umrl brez moškega potomca. Cesarica Dov, ljubosumna zaradi cesarjeve naklonjenosti soprogi Tjan, jo je dala takoj usmrtiti. Izvedla je anketo med člani cesarskega klana in se odločila, da cesarja Huana nasledi enajstletni Lju Hong, markiz Džjedutinga, ki je vladal kot cesar Ling. 9. marca 168 je bil cesar Huan pokopan in dobil tempeljsko ime Vejdzong. Med vladavino cesarja Šjana so leta 190  ime preklicali.

## Družina
Soproge in otroci:
- cesarica Ljang Nijing (Jišjan) iz klana Ljang (u. 159)
- cesarica Deng Mengni iz klana Deng (u. 165)
- cesarica Dov Mjao (Huansi) iz klana Fufeng (u. 172)
- gujren iz klana Guo
- gujren iz klana Tjan
- gujren iz klana Feng
- gospa Kov iz klana Kov, vnukinja Kov Ronga
- neznana gospa
  - princesa Jangan
  - princesa Jingjin
  - princesa Jangdi

## Predniki
|  |                            |  |  |  |  |  |  |  |  |  |  |  |  |  |  |  |
|  | cesar Ming (28–75)         |  |  |  |  |  |  |  |  |  |  |  |  |  |  |  |
|  |                            |  |  |  |  |  |  |  |  |  |  |  |  |  |  |  |
|  |                            |  |  |  |  |  |  |  |  |  |  |  |  |  |  |  |
|  | cesar Džang (57–88)        |  |  |  |  |  |  |  |  |  |  |  |  |  |  |  |
|  |                            |  |  |  |  |  |  |  |  |  |  |  |  |  |  |  |
|  |                            |  |  |  |  |  |  |  |  |  |  |  |  |  |  |  |
|  | gospa Džja                 |  |  |  |  |  |  |  |  |  |  |  |  |  |  |  |
|  |                            |  |  |  |  |  |  |  |  |  |  |  |  |  |  |  |
|  |                            |  |  |  |  |  |  |  |  |  |  |  |  |  |  |  |
|  | Lju Kaj (u. 131)           |  |  |  |  |  |  |  |  |  |  |  |  |  |  |  |
|  |                            |  |  |  |  |  |  |  |  |  |  |  |  |  |  |  |
|  |                            |  |  |  |  |  |  |  |  |  |  |  |  |  |  |  |
|  | Gospa Šen                  |  |  |  |  |  |  |  |  |  |  |  |  |  |  |  |
|  |                            |  |  |  |  |  |  |  |  |  |  |  |  |  |  |  |
|  |                            |  |  |  |  |  |  |  |  |  |  |  |  |  |  |  |
|  | Lju Ji (u. 140)            |  |  |  |  |  |  |  |  |  |  |  |  |  |  |  |
|  |                            |  |  |  |  |  |  |  |  |  |  |  |  |  |  |  |
|  |                            |  |  |  |  |  |  |  |  |  |  |  |  |  |  |  |
|  | cesarica Šjaomu            |  |  |  |  |  |  |  |  |  |  |  |  |  |  |  |
|  |                            |  |  |  |  |  |  |  |  |  |  |  |  |  |  |  |
|  |                            |  |  |  |  |  |  |  |  |  |  |  |  |  |  |  |
|  | cesar Huan (132–168)       |  |  |  |  |  |  |  |  |  |  |  |  |  |  |  |
|  |                            |  |  |  |  |  |  |  |  |  |  |  |  |  |  |  |
|  |                            |  |  |  |  |  |  |  |  |  |  |  |  |  |  |  |
|  | cesarica Šjaočong (u. 152) |  |  |  |  |  |  |  |  |  |  |  |  |  |  |  |
|  |                            |  |  |  |  |  |  |  |  |  |  |  |  |  |  |  |
|  |                            |  |  |  |  |  |  |  |  |  |  |  |  |  |  |  |